# Строев, Сергей Александрович
Сергей Александрович Строев (25 июня 1977, Ленинград) — учёный-нейробиолог, политический публицист, один из идеологов национал-патриотического крыла в КПРФ

## Биография
В 1994 году окончил Аничков лицей и поступил на биолого-почвенный факультет Санкт-Петербургского Государственного Университета.
В 2000 году с отличием окончил магистратуру биолого-почвенного факультета СПбГУ по программе «нейрохимия». Параллельно с основным биологическим образованием в качестве вольнослушателя прослушал три полных курса исторического факультета СПбГУ по специализации «новая и новейшая история».

## Научная деятельность
Старший научный сотрудник Института физиологии им. И. П. Павлова РАН, специалист в области внутриклеточной регуляции и адаптации нейронов.
С 2001 года занимается проблемой роли эндогенных антиоксидантных белков в механизмах адаптации клеток головного мозга к кислородной недостаточности.
В 2004 году защитил кандидатскую диссертацию по биологии на тему «Участие эндогенных антиоксидантов в механизмах толерантности мозга к гипоксии».
Обнаружил факт возможности снижения уровня антиоксидантов в ходе гипоксического прекондиционирования (тренировки умеренными сеансами кислородной недостаточности, повышающими устойчивость к последующей тяжёлой кислородной недостаточности).
Является автором более 50 научных публикаций в области молекулярной нейробиологии, включая монографию и ряд статей в отечественных и международных реферируемых журналах.

## Политическая деятельность
Политическую деятельность начал в 1994 году. Тесно сотрудничал с рядом национально-патриотических организаций. Регулярно выступал на протестных акциях, публиковался на страницах патриотических газет и журналов, участвовал в работе российских антиглобалистских конференций.
С июня 2001 года член КПРФ (Петербургское отделение, Центральный район), с декабря 2006 года — член Центрального райкома КПРФ Санкт-Петербурга, с апреля 2008 по август 2010 года — заместитель администратора официального центрального Интернет-форума КПРФ. С 2011 года — член бюро и председатель идеологической комиссии Центрального райкома КПРФ С.-Петербурга.
В 2003 году создал интернет-сайт «Русский социализм — революционная линия» и в течение нескольких лет был его главным редактором.
Автор термина "оранжизм"  применительно к внутрипартийной оппозиции в КПРФ и части современного левого движения, пошедшей на союз с либералами. В 2005—2008 годах один из инициаторов и идеологов разгрома прежнего (оппозиционного Г. А. Зюганову) руководства Санкт-Петербургского горкома КПРФ во главе с В. И. Фёдоровым.

## Публицистическая деятельность
С 2003 года публикует статьи и книги, в которых обосновывает необходимость и естественность союза коммунистов, русских националистов и православных верующих. Неоднократно высказывал мысль о том, что гражданскими правами в России должны обладать только представители её коренных народов, то есть народов, вошедших в её состав вместе со своими землями и природными ресурсами. Выступает с требованиями пресечения иноэтнической иммиграции, в то же время подчёркивая, что её причиной является экономическая и политическая сущность правящего в РФ режима. Сторонник консервативных ценностей и «традиционного общества». Видит социализм как общество «справедливого неравенства».
Автор 12 книг и более сотни политических и социально-философских статей, включая публикации в журналах «Философия хозяйства», «Репутациология», «Экономика и предпринимательство», на сайте Центра исследования глобализма (Канада, globalresearch.ca), на официальном центральном сайте КПРФ, сайтах региональных отделений КПРФ, а также на патриотических и политико-аналитических сайтах, таких как сайт Движения за возрождение отечественной науки, «Интернет против телеэкрана», «Кризис России», «Антиглобалистское сопротивление» и др.

### Основные идеи и позиции
- Деиндустриализация России привела к деклассированию общества. Следовательно, классовая пролетарская революция невозможна и социалистическая революция может быть осуществлена только в результате национально-освободительной борьбы, то есть с опорой на национальное самосознание.
- В постиндустриальном обществе развитых стран роль передового класса принадлежит не фабрично-заводскому пролетариату, а когнитариату — наёмным работникам умственного труда, производителям информационного продукта.
- Капиталистические производственные отношения пришли в противоречие с уровнем производительных сил. Пересмотр принципов авторского права и интеллектуальной собственности имеет ключевое значения для перехода к новым отношениям и прорыва к мировому лидерству.
- Повышение производительности труда и истощение природных ресурсов приводит к тому, что лимитирующим источником средств жизневоспроизводства становится не труд, а обладание природными ресурсами. Соответственно, исчезает объективная база для пролетарского интернационализма и обостряются противоречия между цивилизациями.
- Мультикультурализм, идеология толерантности и политкорректности, феминизм и другие «эмансипаторские» проекты являются средством разрушения и атомизации общества и уничтожения моральных ценностей, не вписывающихся в формат рынка и общества потребления. Они финансируются и реализуются капиталократической олигархией с целью упрочения своей власти над атомизируемым обществом.

### Наиболее важные работы
- Русский социализм — доктрина победы
- Инферногенезис. К вопросу о цивилизационном кризисе
- Матрица: фантастика или реальность?
- Социализм как державность
- Национальный коммунизм
- Коммунистическое движение: глобализм или антиглобализм?
- Постиндустриальный симулякр: добро пожаловать в ролевую игру
- Цивилизационная альтернатива
- Три составляющие Русского вопроса
- Медвежий агитпроп в византийском антураже
- Пределы возможного
- Нация с точки зрения биологии
- Цивилизация есть насилие
- Шкурный «консерватизм» «партии власти»
- Изобилие как условие коммунизма. Критика уравнительности
- Условия потребления «по потребности». Полная автоматизация необходимого труда и «гиперксерокс»
- Инструментарий капиталократии
- Реквием
- Итоги 2010: закат революции дегенератов
- Цивилизация комфорта против мира жертвы